# Antepipona arethusae
Antepipona arethusae är en stekelart som först beskrevs av Meade-waldo 1919.  Antepipona arethusae ingår i släktet Antepipona och familjen Eumenidae. Inga underarter finns listade i Catalogue of Life.